# Rudolf Bauchspiess
Rudolf Bauchspiess (ur. 31 marca 1912, data śmierci nieznana) – zbrodniarz nazistowski, członek załogi obozu koncentracyjnego Flossenbürg i SS-Hauptscharführer.
Z zawodu malarz. Należał do personelu obozu we Flossenbürgu. 16 stycznia 1948 został ekstradowany przez Amerykanów do Polski ze względu na maltretowanie więźniów narodowości polskiej. 10 grudnia 1948 został skazany na dożywotnie pozbawienie wolności przez Sąd Okręgowy w Warszawie. Z więzienia zwolniono go warunkowo 10 grudnia 1958.